# Anexartiti Ellines
Anexartiti Ellines (Abkürzung: ANEL, griechisch Ανεξάρτητοι Έλληνες, ΑΝΕΛ, deutsch: Unabhängige Griechen, alternative Transkription: Aneksartitoi Ellines) ist eine rechtspopulistische griechische politische Partei. Sie wurde am 24. Februar 2012 von dem Parlamentsabgeordneten Panos Kammenos, einem ehemaligen Mitglied der Nea Dimokratia, gegründet. Die Partei wendet sich gegen die Austeritätspolitik, die die Geberländer der Eurozone in der Staatsschuldenkrise von Griechenland fordern. Vom 27. Januar 2015 bis zum 27. August 2015 war ANEL an der Regierung Alexis Tsipras unter Führung von SYRIZA beteiligt. Nach der Neuwahl im September 2015 wurde die ANEL wieder Koalitionspartner der SYRIZA und bildete bis 2019 eine SYRIZA/ANEL-Regierung.
Kammenos, ein früherer Vizeminister, war aus der Fraktion der Nea Dimokratia ausgeschlossen worden, nachdem er in einer Vertrauensabstimmung gegen die Koalitionsregierung des Ministerpräsidenten Loukas Papadimos gestimmt hatte. Die Gründungserklärung für die neue Partei stellte Kammenos am 11. März 2012 symbolträchtig in dem Dorf Distomo vor, in dem 1944 die deutsche Waffen-SS ein Massaker verübt hatte. Kammenos appelliert an antideutsche Ressentiments.  In einer Wahlbroschüre der ANEL vor der Parlamentswahl in Griechenland September 2015 wurden Angela Merkel und Wolfgang Schäuble karikiert, die von einem ANEL-Schädlingsspray bekämpft wurden.
Kammenos behauptet, Griechenland sei von der EU und den Banken besetzt und der bestehende Darlehensvertrag sei verfassungswidrig. Er will von den griechischen Staatsschulden nur 110 Milliarden Euro zurückzahlen. Er forderte einen überparteilichen Ausschuss, der mit Notstandsbefugnissen ausgestattet klären soll, wie Griechenland in die Wirtschaftskrise geführt wurde. Er proklamiert ein „nationales Erwachen und Aufstehen“ und vermutet, dass Griechenland einer „internationalen Verschwörung“ zum Opfer gefallen sei. Der Partei schlossen sich zehn ehemalige Nea-Dimokratia-Abgeordnete an.
ANEL setzte sich vor der Parlamentswahl im Mai 2012 für die Aufhebung der Immunität von Ministern, Parlamentariern und Beamten vor Strafverfolgung und für die Bestrafung derjenigen ein, die Schuld für die Krise tragen. Sie forderte den Schutz der nationalen Souveränität, deutsche Reparationszahlungen und die Kündigung des von ihr als „illegal“ bezeichneten „Memorandums“ der Vereinbarungen mit EU, IWF und EZB („Troika“) über Spar- und Reformauflagen als Bedingung für Finanzhilfen.
Bei der Parlamentswahl am 6. Mai 2012 erhielt die Partei 10,6 Prozent der Wählerstimmen und zog mit 33 Abgeordneten ins griechische Parlament ein. Bei der neuerlichen Wahl am 17. Juni 2012 erreichte sie 7,5 Prozent und blieb mit 20 Sitzen viertgrößte Fraktion. Bei der Wahl am 25. Januar 2015 wurde die Partei mit 4,8 Prozent (13 Sitze) die sechststärkste Partei und einigte sich auf eine Koalition mit dem linksgerichteten SYRIZA unter Ministerpräsident Alexis Tsipras; Kammenos wurde Verteidigungsminister. Im Juni 2018 erklärte Kammenos, dass seine Partei den zuvor gefundenen Kompromiss im Streit um den Namen Mazedonien ablehnt. Im Kontext des Streits um Mazedonien trat er Mitte Januar 2019 als Verteidigungsminister zurück. Seine Partei ziehe sich aus der Regierung zurück. Daraufhin wechselte eine Gruppe Abgeordneter der Unabhängigen Griechen, nämlich Terence Quick, Elena Kountoura, Thanasis Papachristopoulos, Vasilis Kokkalis und Marina Chrysoveloni zu SYRIZA.
Im Europäischen Parlament war die ANEL zu Beginn der Legislaturperiode 2014–2019 durch den Abgeordneten Notis Marias Mitglied in der EU-kritischen Fraktion Europäische Konservative und Reformisten, in der auch die polnische PiS, die britischen Tories und die deutschen Parteien LKR und Familie vertreten sind. Marias wurde allerdings im Januar 2015 aus der Partei ausgeschlossen und tritt seitdem als unabhängiges Parlamentsmitglied auf.

## Ergebnisse bei Parlamentswahlen
| 2012 (Mai)                                                     | 10,60 | 33 | 670.957 | Panos Kammenos |
| 2012 (Juni)                                                    | 7,51  | 20 | 462.456 | Panos Kammenos |
| 2015 (Januar)                                                  | 4,75  | 13 | 293.371 | Panos Kammenos |
| 2015 (September)                                               | 3,69  | 10 | 200.423 | Panos Kammenos |
| Quelle: Griechisches Innenministerium (Wahl 2012 (Mai & Juni)) |       |    |         |                |